# Un Créatif
Un Créatif, de son vrai nom Romain Ansion, est un vidéaste belge qui réalise des vidéos consacrées à l'univers du marketing et de la publicité.

## Biographie
Diplômé en communication, il travaille trois ans en agence de communication avant de devenir indépendant. 
Il lance sa chaîne sur YouTube en 2016, soutenue par le CNC Talent. 
Ses vidéos spécialement produites pour YouTube ou réalisées en streaming avec sa communauté Twitch abordent les techniques publicitaires, l'histoire des marques — comme Ikea, Starbucks ou Yahoo! — et des concepts tels que le drop shipping,,.
En 2020, il rejoint l'équipe du Vortex d'Arte pour la troisième saison de l'émission.